# Championnat de France de Nationale 3 de volley-ball masculin
Le Championnat de France de Nationale 3 masculine (5e niveau national en volley-ball) se dispute depuis 1970, d'abord 3e niveau national, il est devenu le 4e puis le 5e après les créations de la Nationale 1B (futur ligue B) et de la Nationale 1. Il est composé de 8 groupes de 10 clubs. Les premiers de chaque groupe, montent en Nationale 2, les derniers descendent en championnat régional.

## Formule de la compétition
La Nationale 3 regroupe une centaine de clubs répartis en huit poules, selon la situation géographique et les classements obtenus précédemment. Dans chacune des huit poules, les clubs se rencontrent en matches aller et retour. Au terme de la saison, les huit clubs classés premiers dans chacune des poules se disputent le titre de champion de France de Nationale 3 en matches aller et retour.
Les clubs classés aux dernières places de chacune des huit poules sont relégués en Prénationale pour la saison suivante.

## Palmarès
À l'issue de la saison, 3 trophées se disputent lors de phases finales : la finale des DOM-TOM, le Challenge de France et le titre de Champion de France. La finale des DOM-TOM, si les équipes ont pu se déplacer, opposent les 2 représentants finalistes des départements ou territoires d'Outre-Mer. Le vainqueur global (métropole ou DOM-TOM) de la phase finale remporte le challenge de France. Enfin le titre de Champion de France est décerné au premier club de métropole lors de cette phase finale.

### Finale desDOM-TOM
- 2009 : VBC Saint-Louis (La Réunion)
- 2010 : ASS Tampon Gecko Volley (La Réunion)
- 2011 : ASL Le Sport Guyanais (Guyane)
- 2012 : Non disputée
- 2013 : VBC Saint-Leu (La Réunion)

### Vainqueur du Challenge de France
- 2009 : Mende Volley Ball
- 2010 : VVBC Les Herbiers
- 2011 : ASS Tampon Gecko Volley (La Réunion)
- 2012 : Non disputé

### Champion de France
- 1972 : Harnes VB
- 1973 : Stade Marseillais Université Club
- 1975 : SC Colombes
- 1978 : Harnes VB
- 1981 : Rennes Étudiants Club
- 1993 : GFCO Ajaccio
- 1994 : Maizières Athlétic Club
- 1995 : VC Brive
- 1996 : Asnières Volley 92
- 1998 : US Saint-Égrève volley-ball
- 1999 : Volley-Ball Club Saint-Leu
- 2000 : ASP Villeneuve-d'Ascq Métropole
- 2001 : CA Montpellier Volley-Ball
- 2002 : Amicale Laïque Canteleu-Maromme
- 2003 : Saint-Cloud Volley
- 2004 : TOAC-TUC Volley-Ball
- 2005 : Tourcoing Lille Métropole Volley-Ball II
- 2006 : Volley Club Bellaing
- 2007 : Montpellier Université Club II
- 2008 : MJC Les Fleurs de Pau
- 2009 : Mende Volley-Ball
- 2010 : VVBC Les Herbiers
- 2011 : Castres Massaguel Volley-Ball
- 2012 : Montpellier Université Club II[2]
- 2013 : AS Monaco
- 2014 : Amicale Laïque Canteleu-Maromme II
- 2015 : St Denis Olympique La Réunion
- 2016 : Hyères Pierrefeu
- 2017 : Cambrai Volley 2
- 2018 : Plessis-Robinson Volley-ball 2
- 2019 : AL Caudry Volley-Ball 2
- 2020 : Non attribué en raison de la pandémie de Covid-19
- [3]2021